# Laura Vandervoort

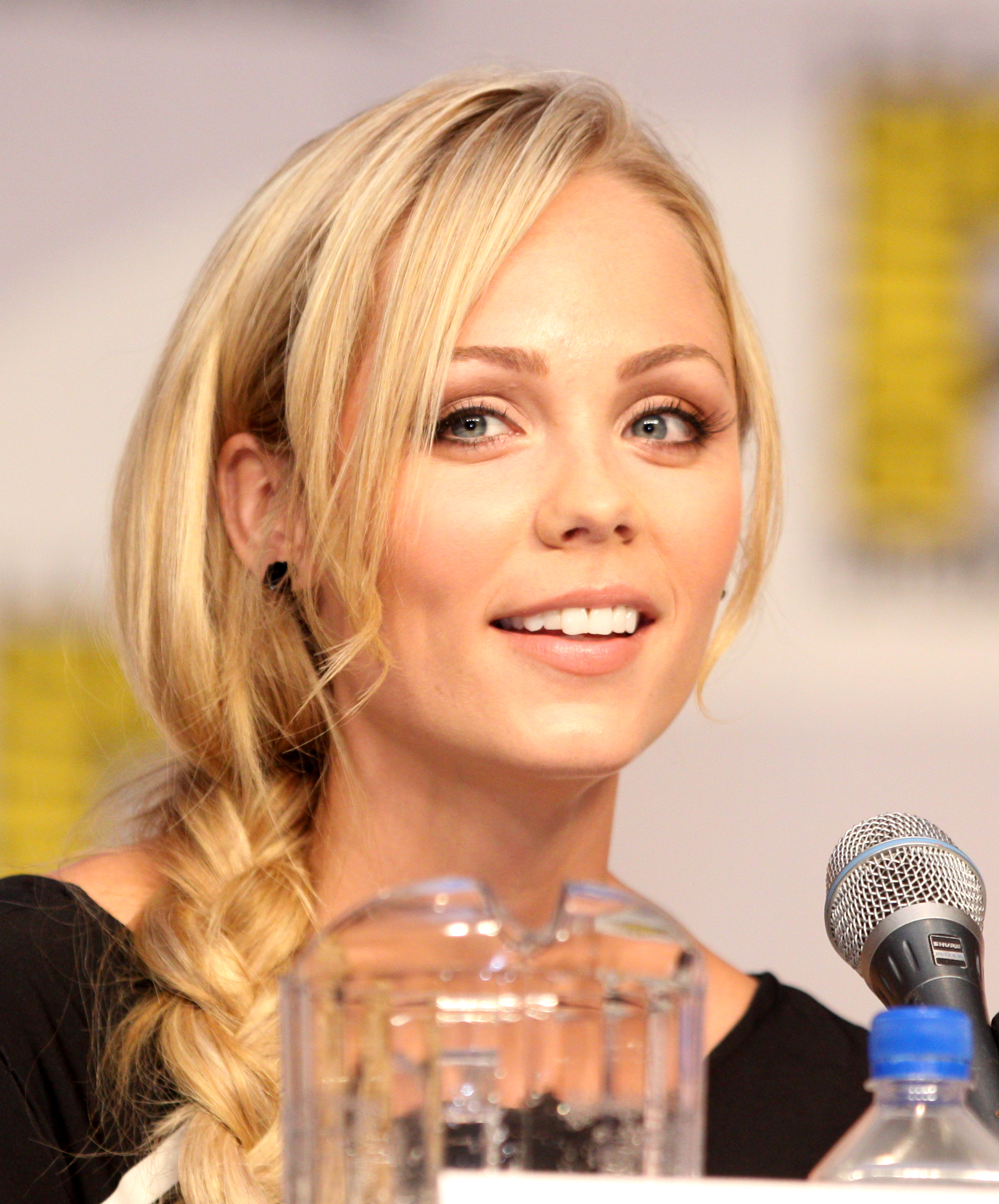
Laura Vandervoort auf der Comic-Con 2010 in San Diego

Laura Dianne Vandervoort (* 22. September 1984 in Toronto, Ontario, Kanada) ist eine kanadische Schauspielerin.

## Leben und Karriere
Vandervoorts Mutter ist Kanadierin, während der Vater aus den Niederlanden stammt. Bereits wenige Wochen nach ihrer Geburt erkrankte Vandervoort an einer Hirnhautentzündung, die mehrere Monate andauerte, woraufhin man ihre Eltern wissen ließ, dass sie diese kaum überleben werde.
Im Alter von sieben Jahren begann Vandervoort mit Karate und wurde mit 16 Jahren von den Northern Karate Schools mit dem Schwarzen Gürtel Zweiten Grades ausgezeichnet. Daneben probierte sie sich in Fußball, Basketball, Tennis, Baseball und Gymnastik aus. Sie hat noch eine Schwester. Ihr Cousin dritten Grades ist der mehrfach ausgezeichnete kanadische Schauspieler Gordon Pinsent aus Neufundland.
Vandervoort startete ihre Karriere bereits im Alter von 13 Jahren. Nachdem sie eine Zeitlang Schauspielunterricht genommen hatte und im Hintergrund einiger kanadischer Fernsehsendungen, unter anderem Road to Avonlea arbeitete und anschließend ein paar Werbespots gedreht hatte, bekam sie ihre ersten Sprechrollen in den kanadischen Kinderserien Gänsehaut – Die Stunde der Geister und Grusel, Grauen, Gänsehaut.
Auf diese ersten Schritte vor der Kamera folgten für Vandervoort die Hauptrolle in dem Disney Channel Original Movie Mamas Rendezvous mit einem Vampir und zahlreiche Gastauftritte in kanadischen Fernsehserien und Filmen, unter anderem in Mutant X und Prom Queen – Einer wie keiner. Als sie im Alter von 19 Jahren gerade an der York University Psychologie und Englisch studierte bekam Vandervoort in der CTV-Musikserie Instant Star die Hauptrolle der Sadie Harrison, die sie in allen 4 Staffeln der Serie spielte.
Darauf folgten dann noch einige weitere Gastauftritte in Fernsehserien, unter anderem in CSI: Den Tätern auf der Spur, bevor sie im Jahre 2007 in der siebten Staffel der US-amerikanischen The-CW-Serie Smallville als Clark Kents kryptonische Cousine Kara Kent (Kara Zor-El) bzw. Supergirl zu sehen war. Diese Rolle übernahm sie noch einmal in der achten Staffel der Serie in der Folge Sohn des Zod (Originaltitel: Bloodline), sowie in zwei Folgen der zehnten und finalen Staffel von Smallville.
Des Weiteren spielte sie von 2009 bis 2011 in der US-amerikanischen Science-Fiction-Serie V – Die Besucher, einer Neuauflage der 1980er Serie V – Die außerirdischen Besucher kommen, die Rolle der Lisa, Tochter der Anführerin der Vs. Im Jahre 2009 spielte Vandervoort eine Hauptrolle in Into the Blue 2 – Das goldene Riff. Auch danach bekam sie noch einige weitere Hauptrollen, unter anderem in dem kanadischen Independentfilm The Jazzman, wo sie an der Seite von Michael Ironside und ihres Ex-Freundes Corey Sevier spielte, in der 2-teiligen Miniserie Riverworld, wo sie Jessie Machalan, die Verlobte der Hauptfigur, darstellte und im 2011er Thriller The Entitled, in dem sie an der Seite von Ray Liotta und Kevin Zegers zu sehen war.
Neben der Schauspielerei engagiert sich Vandervoort für die Tierrechtsorganisation PETA, für die sie im Oktober 2011 im Rahmen der Exotic Skins Kampagne posierte und sich im Jahre 2014 nochmals nackt ablichten ließ, für eine Werbekampagne, in der die Haltung von Meeressäugetieren in Gefangenschaft angeprangert wird.
Auch betätigt Vandervoort sich als Synchronsprecherin, so auch in dem 2011 erschienenen Videospiel Spider-Man: Edge of Time, in dem sie Mary Jane Watson ihre Stimme lieh. Im Jahre 2012 hatte sie eine kleine Rolle in Seth MacFarlanes Komödie Ted, an der Seite von Mark Wahlberg.
Von 2013 bis 2016 hatte Vandervoort die Hauptrolle der Elena Michaels in der Mystery-Fernsehserie Bitten inne, die auf der Women-of-the-Otherworld-Buchserie von Kelley Armstrong basiert und am 13. Januar 2014 auf dem Fernsehsender Syfy US-Premiere feierte.
Im Februar 2014 verlobte sich Vandervoort mit dem britischen Schauspieler und Moderator Oliver Trevena. Im März 2015 lösten sie ihre Verlobung und trennten sich. Vandervoort lebt derzeit in Los Angeles, Kalifornien.

## Filmografie (Auswahl)
- 1997–1998: Gänsehaut – Die Stunde der Geister (Goosebumps, Fernsehserie, 3 Episoden)
- 1999: Penny's Odyssey (Fernsehfilm)
- 2000: Grusel, Grauen, Gänsehaut (Are You Afraid of the Dark?, Fernsehserie, Episode 7x05 The Tale of the Laser Maze)
- 2000: Zweimal im Leben (Twice in a Lifetime, Fernsehserie, Episode 2x15, Even Steven)
- 2000: Alley Cats – Die Bowling Gang (Alley Cats Strike, Fernsehfilm)
- 2000: Mamas Rendezvous mit einem Vampir (Mom’s Got a Date with a Vampire)
- 2001: Mutant X (Fernsehserie, Episode 1x03 Russian Roulette)
- 2002: The Gavin Crawford Show (Fernsehserie, eine Episode)
- 2004: Doc (Fernsehserie, Episode 5x06 The Family Tree)
- 2004: Prom Queen – Einer wie keiner (Prom Queen: The Marc Hall Story)
- 2004–2008: Instant Star (Fernsehserie, 52 Episoden)
- 2005: Sue Thomas: F.B.I. (Sue Thomas: F.B.Eye, Fernsehserie, Episode 3x18, Bad Girls)
- 2005: Falcon Beach
- 2006: Troubled Waters
- 2007: Die Regeln der Gewalt (The Lookout)
- 2007: The Dresden Files (Fernsehserie, Episode 1x05 Bad Blood)
- 2007: CSI: Den Tätern auf der Spur (CSI: Crime Scene Investigation, Fernsehserie, Episode 7x19 Big Shots)
- 2007–2011: Smallville (Fernsehserie, 23 Episoden)
- 2009: Into the Blue 2 – Das goldene Riff (Into the Blue 2: The Reef)
- 2009: The Jazzman
- 2009: Out of Control
- 2009: Damage
- 2009–2011: V – Die Besucher (V, Fernsehserie, 22 Episoden)
- 2010: Riverworld (Miniserie)
- 2011: Family Guy (Fernsehserie, 2 Episoden, Stimme)
- 2011: Santa … verzweifelt gesucht (Desperately Seeking Santa, Fernsehfilm)
- 2011: Ein „fast“ perfektes Opfer (The Entitled)
- 2012: Das gibt Ärger (This Means War)
- 2012: Ted
- 2012: Santa & Mrs. Claus (Finding Mrs. Claus, Fernsehfilm)
- 2012: White Collar (Fernsehserie, Episode 4x04 Parting Shots)
- 2013: CSI: NY (Fernsehserie, Episode 9x13 Nine Thirteen)
- 2013: Haven (Fernsehserie, 2 Episoden)
- 2014: Cubicle Warriors
- 2014–2016: Bitten (Fernsehserie, 33 Episoden)
- 2015: Coffee Shop – Liebe to go. (Coffee Shop)
- 2016: Supergirl (Fernsehserie, 3 Episoden)
- 2016–2017: Con Man (Fernsehserie, 3 Episoden)
- 2017: Jigsaw
- 2017: Frankie Drake Mysteries (Fernsehserie, Episode 1x05 Out of Focus)
- 2018: Unspeakable (Kurzfilm)
- 2018: Ice (Fernsehserie, 5 Episoden)
- 2018–2019: Private Eyes (Fernsehserie, 2 Episoden)
- 2019: Rabid
- 2019: V-Wars (Fernsehserie, 6 Episoden)
- 2020: A Christmas Exchange (Fernsehfilm)
- 2021: Playing Cupid (Fernsehfilm)
- 2021: See for Me
- 2021: Trigger Point
- 2021: The Handmaid’s Tale – Der Report der Magd (The Handmaid’s Tale, Fernsehserie, Episode 4x02 Nightshade)
- 2021: Romance in the Wilds (Fernsehfilm)
- 2021: Christmas in the Wilds (Fernsehfilm)
- 2021: Christmas Together with You (Fernsehfilm)
- 2023: Black Bags
- 2023: Sullivan’s Crossing (Fernsehserie, 2 Episoden)
- 2023: Hudson & Rex (Fernsehserie, Episode 6x02 The Good, the Bad, and the Rex)
- 2023: Miracle in Bethlehem, PA. (Fernsehfilm)
- 2024: Kill Victoria
- 2025: Law & Order Toronto – Criminal Intent (Fernsehserie, Episode 2x07 The Man in the Stadium)